# Alan Ames
Carver Alan Ames (* 9. November 1953 in London) ist ein römisch-katholischer Redner, Autor und ehemaliger Kampfsportler. Bekannt wurde er besonders durch seinen Heilungsdienst sowie das dreibändige Werk Durch die Augen Jesu.

## Leben
Ames wurde als Sohn einer Irin und eines Briten in London geboren. Als Jugendlicher war er Mitglied einer Motorrad-Gang und führte ein Leben, das von Alkohol und Kriminalität geprägt war. In dieser Zeit begannen er, Aikidō zu trainieren und wanderte später nach Australien aus, wo er es bis ins Nationalteam schaffte und schließlich dessen Kapitän wurde. 1993 hatte Ames eine Gotteserfahrung, woraufhin er sein Leben von Grund auf änderte. Er gab seine Arbeit auf und widmet sich seitdem mit Erlaubnis seines Ortsbischofs, des Erzbischofs von Perth, nur noch der Evangelisation als Vortragsreisender und Buchautor.
Er ist verheiratet und Vater zweier Kinder.

## Wirken
Laut eigenen Angaben macht Alan Ames immer wieder sogenannte mystische Erfahrungen. Diese äußern sich in Visionen sowie in Wortoffenbarungen, über deren Echtheit die katholische Kirche aber noch keine Stellungnahme abgegeben hat. Alan Ames selbst unterstellt sich eigenen Angaben zufolge in Gehorsam den Weisungen der Amtskirche.
Sowohl der zu Beginn seines Wirkens zuständige Erzbischof Barry James Hickey als auch dessen Nachfolger Timothy Costelloe sowie auch Weihbischof Donald George Sproxton äußerten sich positiv über Ames’ Wirken und erlaubten ihm ausdrücklich die öffentliche Ausübung seiner Tätigkeit als Redner und Autor. Als Seelenführer wurde ihm Pfr. Richard Rutkauskas zur Seite gestellt. Dieser ist beauftragt, Alan Ames’ Dienst zu überwachen und auch seine Schriften auf Übereinstimmung mit der Lehre der katholischen Kirche zu überprüfen.
Bekannt geworden ist Alan Ames durch Berichte über Heilungen, die sich aufgrund seiner Gebete ereignet haben sollen. Seinem Bischof liegen viele Hundert Heilungsberichte aus aller Welt zur Prüfung und Datenerfassung vor. Seine Wortoffenbarungen, die er eigenen Angaben zufolge von Gottvater, von Jesus Christus und von Maria, der Mutter Jesu, erhalten will, publiziert er regelmäßig in Büchern.
Für sein Buch Durch die Augen Jesu, das Visionen über das Leben im Heiligen Land enthält, gab der Lateinische Patriarch von Jerusalem, Fouad Twal, am 15. August 2011 die kirchliche Druckerlaubnis (Imprimatur).

### Wirken International
Das Wirken von Alan Ames wird von prominenten Kirchenmännern gefördert. So lud Erzbischof Wilton D. Gregory, katholischer Bischof der Diözese Atlanta (Georgia, USA), Alan Ames im Jahr 2006 als einen der Haupt-Referenten für den Eucharistischen Kongress ein, zu dem 20 000 Teilnehmer erwartet wurden. Erzbischof Elden Francis Curtiss von der Diözese Omaha (USA) leitete am 9. April 2008 einen Gebetstag, bei dem Alan Ames eine Ansprache mit Heilungsgebet hielt.
Vortragsreisen führten Alan Ames bisher in über 20 Länder auf allen Kontinenten, hauptsächlich jedoch nach Europa und Nordamerika. Mittlerweile zählt er zu den bekanntesten katholischen Referenten im englischsprachigen Raum. Er hielt bereits in der Verkündigungsbasilika in Nazareth sowie auch in der Geburtskirche in Bethlehem Heilungsvorträge. 2002 hielt er im Rahmen des Weltjugendtages in Toronto, einer päpstlichen Veranstaltung, drei Seminare.
Seit fast 20 Jahren besucht Alan Ames auch regelmäßig Deutschland, Österreich und die Schweiz.
Seit 2013 untersagt die Erzdiözese Freiburg Veranstaltungen mit Alan Ames in ihren kirchlichen Räumen mit der Begründung, dass „sich der von Herrn Ames praktizierte Heilungsdienst mit den pastoralen Grundlinien der Diözese nicht vereinbaren“ lasse. Mit demselben Wortlaut untersagte das Bistum Fulda 2023 ebenfalls Auftritte von Ames.

### Vortragsthemen und Standpunkte
Zwar teilt Ames bei öffentlichen Vorträgen oft auch den Weg seiner Bekehrung, konzentriert sich jedoch vornehmlich darauf, seinen Zuhörern den Wert eines in Treue zur Kirche und aus den Sakramenten heraus geführten Lebens zu vermitteln. So hebt er z. B. die Bedeutung der Beichte als wichtigen und manchmal einzig nötigen Bestandteil jeder Heilung hervor. Des Weiteren setzt er sich für die tägliche Eucharistiefeier mit Kommunionempfang ein.
In Rundschreiben spricht Ames des Öfteren auch politische und kirchliche Streitpunkte an, wobei er die Lehre der katholischen Kirche verteidigt.

## Veröffentlichungen  (Auswahl)
Durch die Augen Jesu
- Durch die Augen Jesu. Band 1 (Miriam-Verlag, Jestetten 1997, ISBN 3-87449-271-0)
- Durch die Augen Jesu. Band 2 (Miriam-Verlag, Jestetten 1998, ISBN 3-87449-277-X)
- Durch die Augen Jesu. Band 3 (Miriam-Verlag, Jestetten 1999, ISBN 3-87449-289-3)

Weitere Bücher
- Der Weg der Hoffnung (Miriam-Verlag, Jestetten 2000, ISBN 3-87449-294-X)
- Der eucharistische Rosenkranz (Miriam-Verlag, Jestetten 2001, ISBN 3-87449-300-8)
- Geschichten der Liebe (Miriam-Verlag, Jestetten 2001, ISBN 3-87449-304-0)
- Salam – Shalom (Miriam-Verlag, Jestetten 2002, ISBN 3-87449-310-5)
- Leben aus Gnade (Miriam-Verlag, Jestetten 2003, ISBN 3-87449-319-9)
- Was ist Wahrheit? (Miriam-Verlag, Jestetten 2004, ISBN 3-87449-328-8)
- Wähle also das Leben! (Miriam-Verlag, Jestetten 2005, ISBN 3-87449-337-7)
- Jesus ist Liebe (Miriam-Verlag, Jestetten 2007, ISBN 978-3-87449-348-2)
- Leben aus dem Heiligen Geist (Miriam-Verlag, Jestetten 2010, ISBN 978-3-87449-369-7)
- Frieden finden – Der Kampf um Seelen (Miriam-Verlag, Jestetten 2011, ISBN 978-3-87449-382-6)
- Gott erfahren – ein Weg zur Liebe (Miriam-Verlag, Jestetten 2012, ISBN 978-3-87449-391-8)
- Wie das Böse wirkt (Miriam-Verlag, Jestetten 2013, ISBN 978-3-87449-395-6)